# Relações entre Albânia e Sérvia
As relações entre Albânia e Sérvia são relações exteriores estabelecidas entre a Albânia e a Sérvia. A Albânia tem uma embaixada em Belgrado  e a Sérvia tem uma embaixada em Tirana.  Ambos os países são membros de plenos do Conselho da Europa, da Organização para a Segurança e Cooperação na Europa (OSCE), do Acordo Centro-Europeu de Livre Comércio (CEFTA) e da Organização de Cooperação Econômica do Mar Negro (BSEC). Os dois países são reconhecidos como potenciais candidatos a União Europeia.

## História

### Período otomano

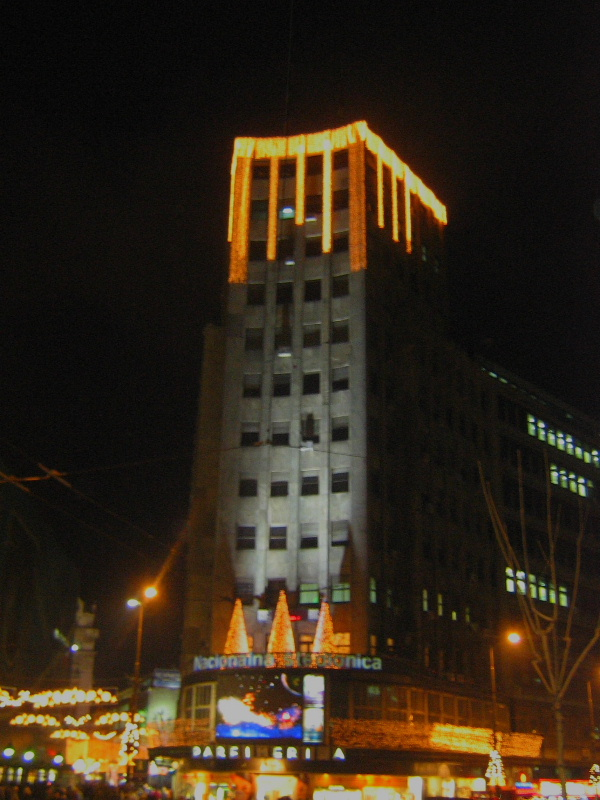
Palácio Albanija em Belgrado, capital da Sérvia

No período otomano, o diplomata sérvio Ilija Garašanin contatou o abade de Mirdita, Mons. Gasper Krasniqi, com o objetivo de adquirir o elemento católico albanês como a suposta solução para a "Questão Oriental". No entanto, seus objetivos eram diferentes. Apesar de Garašanin considerar esses contatos como um meio para a realização de uma saída sérvia para o Mar Adriático, Krasniqi fez um grande esforço para ajudar a Sérvia a organizar uma revolução na comunidade católica albanesa, principalmente Mirdita, contra os turcos, pela liberdade política e independência da Albânia.

### Guerras dos Bálcãs
No início das Guerras dos Bálcãs, um dos objetivos estratégicos importantes da política sérvia era adquirir um corredor para o Mar Adriático através do norte da Albânia. A Primeira Guerra Balcânica encontrou os albaneses como uma nação lutando por seu próprio estado nacional. Embora esta "luta" seja em grande parte figurativa, visto que o povo albanês não estava envolvido em muitos combates diretos, preferindo em vez disso permitir que outros povos dos Bálcãs lutassem enquanto solicitavam às "grandes potências" o estabelecimento de seu Estado.

### Segunda Guerra Mundial

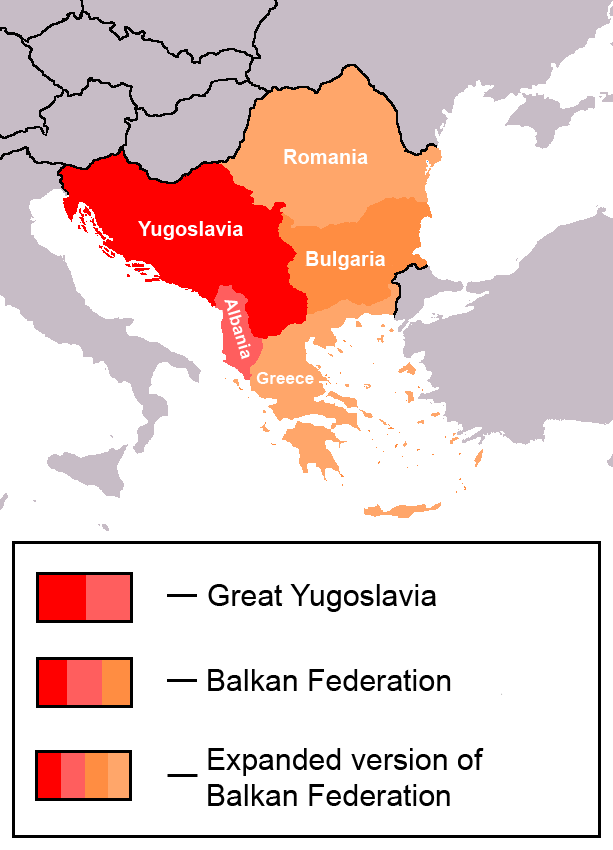
Projeto comunista do pós-guerra, Federação dos Bálcãs.

Durante a Segunda Guerra Mundial, uma estreita cooperação se desenvolveu entre o Exército Popular de Libertação da Iugoslávia e o Exército de Libertação Popular da Albânia. O Exército Popular Albanês assumiu o poder no país em 1944 e a República Democrática Federal da Iugoslávia foi o primeiro país a reconhecer o novo governo da Albânia em abril de 1945.
Houve planos dos comunistas para criar uma Federação dos Bálcãs que incluiria a Iugoslávia, Albânia, Romênia, Bulgária e Grécia. No entanto, após a resolução do Informbiro de 1948, a Albânia rompeu relações com os comunistas iugoslavos, porque Enver Hoxha permaneceu leal a União Soviética sob Josef Stalin.

### Guerras iugoslavas
Em junho de 1991, quando as guerras iugoslavas eclodiram, o chanceler albanês Mehmet Kapllani visitou a Croácia. Durante este tempo, Ramiz Alia, o presidente da Albânia, iniciou discussões com os líderes de etnia albanesa em Kosovo. Em julho de 1991, foram tensas relações entre a Albânia e a Iugoslávia. Os líderes iugoslavos e albaneses trocaram tiros, e os líderes sérvios acusaram os albaneses de instigar tumultos em Kosovo e não respeitar as marcas de fronteira. O governo iugoslavo divulgou um comunicado acusando a Albânia de interferir nos assuntos internos da Iugoslávia e a Albânia advertiu que a Iugoslávia reagiria "de forma decisiva com todos os meios disponíveis" para qualquer desafio à sua soberania.
Em uma reversão das políticas anteriores na época, Albânia melhorou as relações com a União Soviética e os Estados Unidos para impedir uma possível agressão sérvia e para que as superpotências parassem de explorar a agitação na Albânia.
Em 1998, como refugiados kosovares albaneses estavam fugindo pela fronteira para o norte da Albânia; a Albânia afirmou que a Iugoslávia havia executado uma campanha de limpeza étnica, e exortou a comunidade internacional a intervir.
Em 2008, depois que o Kosovo proclamou a sua independência, a Albânia foi um dos primeiros países a reconhecê-la. A reação da Sérvia foi chamar de volta os embaixadores sérvios em protesto contra qualquer estado que reconhecesse o Kosovo.
Em março de 2009, Vladimir Vukčević, promotor de crimes de guerra da Sérvia, solicitou a Albânia para investigar novamente alegações de que alguns dos sérvios que desapareceram durante o conflito de Kosovo poderiam ter sido mortos para tráfico de órgãos na Albânia.